# Robert Le Vigan
Robert Le Vigan (Parijs, 7 januari 1900 - Tandil, 12 oktober 1972) was een Frans acteur. Hij ontwikkelde een heel drukke maar korte filmcarrière, voornamelijk in de jaren dertig: hij speelde in een 60-tal lange speelfilms in zijn amper 14 jaar durende carrière.

## Leven en werk

### Afkomst, opleiding en toneelacteur
Le Vigan werd in Parijs geboren als de zoon van een veearts. Tegen de wil van zijn vader, die in hem de opvolger voor zijn praktijk zag, ging hij lessen volgen aan het Conservatoire (CNSAD) en behaalde er een tweede prijs. 
Aanvankelijk kwam hij enkel aan de bak in het milieu van de music-hall en van de vaudeville. Tussen 1919 en 1930 was hij regelmatig te zien in revues. Hij deed ook ervaring op door kleine rollen te vertolken in opvoeringen van werk van bekende dramaturgen als Molière, George Bernard Shaw en Georges Courteline. Die toneelstukken werden heel dikwijls geregisseerd door befaamde regisseurs als Gaston Baty en Louis Jouvet bij wiens toneelgezelschap hij zich aansloot. Le Vigan werd in 1930 opgemerkt door Julien Duvivier toen hij onder regie van Jouvet speelde in Jules Romains' Donogoo.

### Filmacteur

#### Debuut dankzij Julien Duvivier
Het jaar daarop bezorgde Duvivier Le Vigan zijn filmdebuut in het zich in Marokko afspelend mysterieus drama Les Cinq Gentlemen maudits.

#### Intense samenwerking met Duvivier
Daarna deed hij nog zes keer een beroep op het talent van Le Vigan, onder meer voor de drama's Maria Chapdelaine (1934), La Bandera (1935) en Golgotha (1935) waarin Le Vigan telkens naast Jean Gabin werd gecast. In de dramatische sandalenfilm Golgotha vertolkte hij zijn enige hoofdrol door een aangrijpende Jezus te belichamen. Le Vigan maakte ook deel uit van de prestigieuze cast (Raimu, Louis Jouvet, Michèle Morgan ...) van de dramatische anti-Duitse oorlogsfilm Untel père et fils (1943) die pas na de Bevrijding uitgebracht werd.

#### Stevige bijrollen
Le Vigan specialiseerde zich in opmerkelijke bijrollen en in die hoedanigheid werkte hij ook meermaals voor andere gereputeerde cineasten zoals Jean Renoir, Marcel Carné, Pierre Chenal, Abel Gance en Christian-Jaque. 
Tussen twee rollen door vertoefde Le Vigan, levensgenieter en vrouwenliefhebber, regelmatig in het gezelschap van andere fuifnummers zoals de schrijvers Marcel Aymé en Louis-Ferdinand Céline met wie hij vriendschap sloot, de karikaturist Ralph Soupault en de schilder Eugène Paul. 

#### Typische rollen
Le Vigan gaf heel dikwijls gestalte aan pathetische geëxalteerde mannen en aan spottende of dreigende slechteriken of valsaards. Zo was hij de koortsige somber gestemde verdachte in de vroege Simenonverfilming Le Chien jaune (1932), de saboteur in de dramatische sciencefictionfilm Le Tunnel (met Gabin, 1933), de malafide handelaar in stoffen in het op Flauberts gelijknamige roman gebaseerde drama Madame Bovary (1933), de apotheker die financieel gewin haalt uit de talrijke voorschriften van de fanatieke dokter in de komedie Knock (1933), de verklikker in La Bandera (1935), de verlopen drankverslaafde acteur in het misdaaddrama Les Bas-fonds (met Gabin, 1936), de wraakzuchtige matroos in de actiefilm Les Mutinés de l'Elseneur (1936), de onbetrouwbare schijnheilige vennoot in het drama L'Homme de nulle part (1937), de gewetenloze reder in het drama La Femme du bout du monde (1938) en de afperser in de film noir Le Dernier Tournant (1939). 
Le Vigan was ook te zien in drie films gebaseerd op romans van Pierre Véry: hij was de mysterieuze onzichtbare man die lid is van een bende valsmunters die zich in een jongensschool verstopt in de thriller Les Disparus de Saint-Agil (1938), de neurotische verliefde onderwijzer in de misdaadkomedie L'Assassinat du père Noël (1941) en de geëxalteerde en jaloerse nostalgische ex-koloniaal in het mysterieus drama Goupi Mains Rouges (1943), zijn laatste belangwekkende rol.

#### Voorkomen en acteerstijl
Le Vigan was een slanke verschijning. Hij had een mager langwerpig gezicht. Zijn blik was soms opgeschrikt, soms verwilderd, soms waanzinnig maar altijd levendig, hij had afwisselend geniepige en ironische pretoogjes. Hij kon verontrust en verontrustend tegelijk kijken. Zijn ietwat diepe en onnadrukkelijke stem droeg bij tot zijn plechtige soms dramatische manier van spreken. Hij beschikte eveneens over een onberispelijke uitspraak. Zijn manier van acteren was tomeloos en ongeremd. Hij was in staat met zijn zinderende aanwezigheid het scherm te vullen.

### Tweede Wereldoorlog: collaboratie en vlucht
Eind juni 1940 werd in het woud van Compiègne de wapenstilstand tussen Nazi-Duitsland en de regering van Philippe Pétain ondertekend. Le Vigan, die zich na een tijdje had onttrokken aan zijn mobilisatie en sindsdien in Algerije en in Zuid-Frankrijk rondtrok, keerde meteen terug naar Parijs. Hij werd medewerker van de Duitsgezinde radiozender Radio Paris. Hij ging luid tekeer in de propaganda-uitzendingen waar hij zijn pro-Duitse houding verkondigde en zijn antisemitisme de vrije loop liet.
Toen Le Vigan vernam dat de Geallieerden oprukten in Italië raakte hij in paniek en verdween hij mysterieus uit Nice tijdens de opnames van Marcel Carné's romantisch drama Les Enfants du paradis. Op dat ogenblik kwam abrupt een einde aan zijn carrière. Zijn rol werd overgenomen door Pierre Renoir. Le Vigan nam de benen naar Baden-Baden waar hij zijn vriend Céline terugvond. Samen trokken ze naar Sigmaringen waarheen veel collaborateurs gevlucht waren, net zoals de regering in ballingschap van Vichy-Frankrijk, de Regeringscommissie van Sigmaringen. Céline vluchtte verder naar Denemarken en liet een zieke Le Vigan achter. Die probeerde nog de Zwitserse grens over te steken maar in april 1945 werd hij aangehouden.

### Veroordeling
Aan het einde van 1946 verscheen Le Vigan voor de rechtbank. Op zijn proces getuigden vrienden zoals Julien Duvivier, Jacques Becker, Jean-Louis Barrault en Madeleine Renaud dat hij meegesleept werd in de gevaarlijke waanzin van Céline, gek was en dus ontoerekeningsvatbaar. Desondanks werd Le Vigan veroordeeld tot 10 jaar dwangarbeid wegens collaboratie. Hij verloor zijn burgerrechten en zijn bezittingen werden in beslag genomen.   

### Na zijn veroordeling
Nadat hij 2 van de 10 jaar gevangenisstraf uitgezeten had kwam hij in 1948 weer vrij. Kort daarna was hij het slachtoffer van een mislukte aanslag. Omdat hij vreesde voor zijn leven besloot hij Frankrijk te verlaten. Geholpen door Jacques Becker trok hij eerst naar Spanje en vandaar naar Algerije en Marokko. Uiteindelijk vestigde hij zich definitief in Argentinië. Hij kwam er aan de kost onder meer door mee te spelen in twee films, door koekjes te verkopen en door slangen te kweken voor het Pasteur-instituut. Filmmaker François Truffaut probeerde in 1960 Le Vigan nog te overtuigen om terug te keren naar Frankrijk, maar hij weigerde categoriek.

### Privéleven
Le Vigan ontmoette zijn eerste vrouw, de actrice Antoinette Lassauce (1909-?), in 1934 in Algerije op de set van Golgotha waar ze figuratiewerk deed. In 1935 gingen ze in Parijs samenwonen, in 1936 trouwden ze. In 1943 ging het koppel uiteen. Met zijn tweede vrouw, Edmée Bellemer, leidde hij een armzalig leven in Argentinië waarheen hij in ballingschap was vertrokken na zijn voorwaardelijke invrijheidstelling in 1948.
Hij overleed er in 1972 op 72-jarige leeftijd.

## Filmografie (selectie)
- 1931 - Les Cinq Gentlemen maudits (Julien Duvivier)
- 1932 - Le Chien jaune (Jean Tarride)
- 1933 - Le Tunnel (Curtis Bernhardt)
- 1933 - Le Petit Roi (Julien Duvivier)
- 1933 - Knock (Louis Jouvet en Roger Goupillières)
- 1933 - Boubouroche (André Hugon) (middellange film)
- 1933 - Madame Bovary (Jean Renoir)
- 1934 - La Rue sans nom (Pierre Chenal)
- 1934 - Maria Chapdelaine (Julien Duvivier)
- 1935 - Jérôme Perreau, héros des barricades (Abel Gance)
- 1935 - La Bandera (Julien Duvivier)
- 1935 - Golgotha (Julien Duvivier)
- 1936 - Un de la légion (Christian-Jaque)
- 1936 - Jenny (Marcel Carné)
- 1936 - Hélène (Jean Benoît-Lévy en Marie Epstein)
- 1936 - Les Mutinés de l'Elseneur (Pierre Chenal)
- 1936 - Les Bas-fonds (Jean Renoir)
- 1937 - Regain (Marcel Pagnol)
- 1937 - La Citadelle du silence (Marcel L'Herbier)
- 1937 - L'Homme de nulle part (Pierre Chenal)
- 1938 - La Femme du bout du monde (Jean Epstein)
- 1938 - Le Petit Chose (Maurice Cloche)
- 1938 - Ernest le rebelle (Christian-Jaque)
- 1938 - Tempête sur l'Asie (Richard Oswald)
- 1938 - Les Disparus de Saint-Agil (Christian-Jaque)
- 1938 - Le Quai des brumes (Marcel Carné)
- 1939 - Le Dernier Tournant (Pierre Chenal)
- 1939 - Louise (Abel Gance)
- 1939 - La Charrette fantôme (Julien Duvivier)
- 1940 - Paradis perdu (Abel Gance)
- 1941 - L'Assassinat du père Noël (Christian-Jaque)
- 1942 - Le Mariage de Chiffon (Claude Autant-Lara)
- 1942 - Les affaires sont les affaires (Jean Dréville)
- 1943 - Untel père et fils (Julien Duvivier)
- 1943 - Goupi Mains Rouges (Jacques Becker)
- 1943 - Ne le criez pas sur les toits (Jacques Daniel-Norman)
- 1943 - L'Homme qui vendit son âme (Jean-Paul Paulin)